# Phobaeticus chani

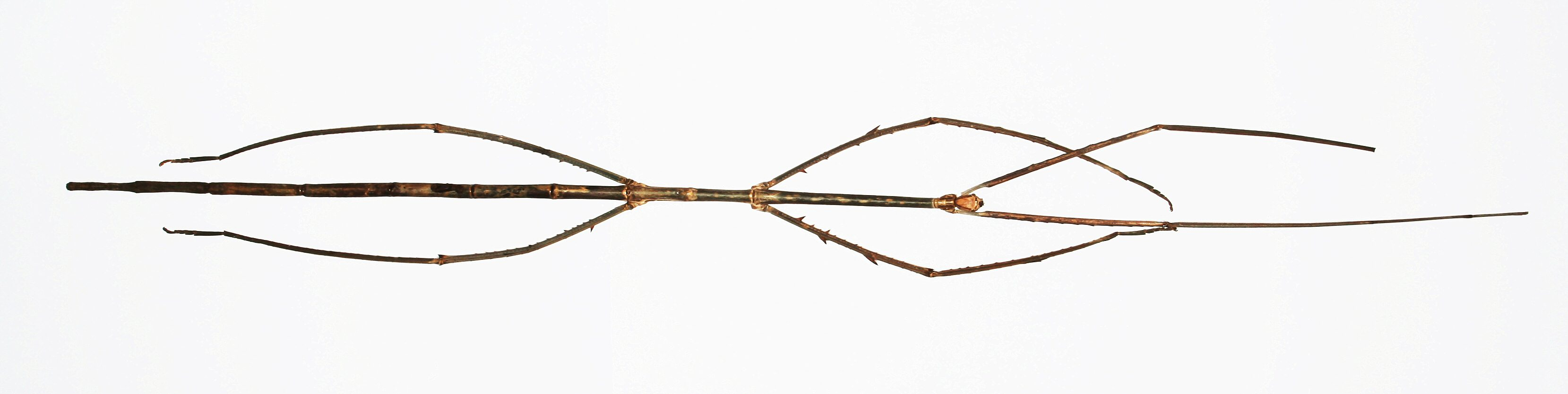
Femella

Phobaeticus chani és una espècie de fasmatodeu de la família Phasmatidae. És l'insecte més llarg conegut, amb un exemplar que es conserva en el Museu d'Història Natural de Londres de 567 mil·límetres. Aquesta és en realitat la longitud de l'animal amb les potes esteses, el cos mesura 357 mil·límetres. Aquestes mesures superen a l'anterior propietari del títol de l'insecte més llarg, Phobaeticus serratipes. Només es coneixen sis espècimens d'aquesta espècie, que viu a la regió de Sabah (Borneo). Se sap molt poc de la biologia d'aquest insecte pal, però s'especula que viu en el dosser de les selves.